# Тупик (фильм, 2003)
«Тупик» (англ. Dead End) — американо-французский фильм ужасов и триллер 2003 года с элементами чёрной комедии режиссёров Жана-Батиста Андрэ и Фабриса Канепа (Fabrice Canepa). Премьера фильма состоялась 30 января 2003 года.

## Сюжет
Семейство Харрингтонов — Фрэнк, Лаура, Ричард и Марион, а также приятель последней, Брэд Миллер, в канун Рождества едут в Бостон, к матери Лауры, чтобы отметить праздник у неё. Последние 29 лет они ездили туда по шоссе, но в этот раз Фрэнк решил сократить путь, и поехал незнакомой дорогой через лес. Уже сгустилась ночь, и утомлённых долгой дорогой людей стал одолевать сон. Фрэнк, сидевший за рулём, также поддался дрёме, так что, выехав на лесную дорогу, чуть было не столкнулся с движущимся навстречу автомобилем, но сумел, как ему показалось, увернуться от столкновения. Между тем, машина, в которую он чуть не врезался, скрылась с места происшествия.
Харрингтоны продолжили ехать. Фрэнк стал беспокоиться — лесная дорога должна была укоротить их путь, но выезда на шоссе всё не было видно. Лишь одинокий домик на обочине, и ни одного указателя. По пути путешественники подбирают молодую женщину в белом платье, со свежим шрамом на лбу и грудным ребёнком в руках. Приняв её за попавшую в аварию (женщина упорно не отвечает ни на какие вопросы), они пытаются вызвать помощь, но у мобильных телефонов пропадает сигнал. Тогда Фрэнк решает подвезти женщину до домика, который они проехали, надеясь, что сможет дозвониться оттуда. Марион уступает незнакомке своё место, а сама остаётся ждать на дороге. Доехав до дома, компания разделяется: Фрэнк и Лаура осматривают строение, Ричард уходит в лес мастурбировать, а Брэд остаётся в машине вместе с женщиной в белом. Он пытается разговорить незнакомку, расспрашивая о ребёнке, и рассказывает ей о том, что собирается сделать Марион предложение, не зная, что она тем временем обдумывает, как сказать, что она хочет порвать с ним. Женщина наконец отвечает: она говорит, что это её дочь, и зовут её Эмми, и она совсем холодная. Брэд удивляется, как она дышит, полностью закрытая пледом, но женщина с улыбкой отвечает, что об этом не нужно волноваться, потому что её дочь мертва. Брэд, не веря, открывает плед, и видит вместо лица ребёнка кровоточащее месиво. Фрэнк, Лаура и Ричард слышат вопль ужаса Брэда, но прибежав к машине, не обнаруживают ни его, ни незнакомки. В то же время мимо гуляющей по дороге Марион проезжает чёрный кадиллак, в заднем окне которого она видит умоляющего о помощи Брэда. Она сообщает об этом родителям, и они все вместе пускаются в погоню. Но уже слишком поздно: по дороге они находят Брэда, точнее то, что от него осталось (тело в фильме не показывают, но судя по словам героев, его разворотили топором или бензопилой).
Марион лишается чувств, увидев останки своего парня. Преодолев отвращение, Ричард вытаскивает из кровавого месива, которым стал Брэд, его мобильный телефон, а Лаура по нему пытается дозвониться в службу 911, но слышит на линии голос попавшей в аварию вместе с ребёнком незнакомки, молящей о помощи. Фрэнк принимает решение поехать в полицию, но по дороге натыкается на указательный знак на некий Маркотт, не обозначенный на карте. Происходящее усугубляет то, что все часы встали на 19.30, а Ричард строит догадки о вмешательстве пришельцев. Марион, не пришедшая в себя после зрелища раскуроченного тела Брэда, напевает «Jingle Bells». Вскоре Харрингтоны вновь вынужден остановиться, потому что на дороге стоит пустая детская коляска. Фрэнк начинает психовать и пить виски, который он достал из одного из подарков, Лаура пытается его утешить, а Ричард беспокоится о сестре, по-прежнему не пришедшей в себя. Наконец семейство снова пускается в путь, предварительно убрав с дороги коляску.
В дороге Фрэнк пытается включить радио, но вместо музыки или новостей слышит искажённый помехами детский плач. Супруги ссорятся, вспоминая то, как провели прошлое Рождество, когда Марион неожиданно говорит, что она беременна, а Ричард — что он курит наркотическую траву. Харрингтоны вновь вынуждены сделать остановку, проколов колесо. Пока Фрэнк его меняет, Ричард уходит в лес покурить, и натыкается на женщину в белом. Незнакомка целует его, откусывая нижнюю губу, а затем снимает платье, и парень в ужасе отшатывается от неё. Вскоре мимо машины Харрингтонов проезжает тот же чёрный кадиллак, что увёз Брэда, но на сей раз он увозит Ричарда. Фрэнк, Лаура и Марион пускаются вслед за похитителем, но лишь находят на дороге изувеченное (и судя по словам героев — сильно обгоревшее) тело Ричарда.
Увидев своего мёртвого сына, Лаура начинает медленно сходить с ума, и заявляет, что Ричард не сын Фрэнка, а некоего Алана Риксона (который, как выясняется позже — давний приятель Фрэнка). Вытащив все подарки из багажника за исключением дробовика для брата Лауры, который Фрэнк и Марион решают оставить для самозащиты, они же грузят туда тело Ричарда, после чего поредевшая семья снова едет по дороге. Лаура начинает объедаться, и приходится опять остановиться, так как её рвёт от переедания. Пока Фрэнк и Марион обсуждают, что делать с помешательством Лауры, она достаёт дробовик, приняв его за игрушечный, и простреливает Фрэнку правое бедро. Отец и дочь строят версии того, что такое Маркотт, и почему они до сих пор не доехали до него, хотя не раз встречали указатели, и приходят к выводу, что Маркотт — военно-морская база. Спавшая после инцидента с дробовиком Лаура приходит в себя и говорит, что видит в лесу каких-то людей, а Фрэнк и Марион слышат звуки, отдалённо напоминающие голоса. Увидев среди призраков свою подругу Джанин (умершую, по словам Фрэнка, 20 лет назад), Лаура выпрыгивает из машины. Фрэнк тут же тормозит и бросается искать жену, но она пропадает. Зато вдали появляется проклятый чёрный кадиллак. Фрэнк стреляет в него из дробовика, и машина отъезжает назад, а вместо неё из темноты выходит Лаура. В её затылке зияет огромная рана, но она разговаривает, как ни в чём не бывало — пока, бредя, не падает на асфальт и не умирает. Фрэнк в отчаянии пытается застрелиться, но Марион отговаривает его от этого шага, напомнив о своём ребёнке и том, что он единственный, кто у неё остался.
Они едут дальше, и Фрэнку приходит в голову мысль о том, чтобы пробираться пешком через лес. Оставив автомобиль, они пробираются через чащу, и находят забор из колючей проволоки, а чуть дальше — свет вдалеке. Однако его источником оказываются фары их же брошенной машины. Она закрыта изнутри, и у Фрэнка мурашки бегут по коже при мысли, что их включила мёртвая Лаура. Чтобы успокоиться, он составляет на бумажке список «Что я сделаю, когда ЭТО закончится». Но злая судьба не даёт измученным людям отдыха: они приезжают к тому же заброшенному домику, невдалеке от которого нашли женщину в белом. Фрэнк осматривает дом, отослав Марион за фонарём, и ему мерещится незнакомка. Марион пытается успокоить его, но Фрэнк в истерике бьёт её, и девушка падает без чувств. Придя в себя, Фрэнк укладывает дочь в машину, а сам, вооружившись дробовиком, идёт в лес за тенью незнакомки в белом, и пропадает.
Марион приходит в себя в машине и зовёт отца, но голос незнакомки возвещает, что он мёртв. Вокруг машины появляются жуткие тени, испуганная Марион садится за руль и уезжает. Но, не проехав и милю, двигатель глохнет, потому что топливо закончилось. Марион пускается в дальнейший путь пешком, но вид окровавленного тела её отца, подвешенного на дереве, окончательно лишает её воли к жизни. Бредя по дороге, она находит четыре тела в чёрных мешках — Фрэнка, Лауру, Ричарда и Брэда. Появляется чёрный кадиллак и женщина в белом, которая говорит, что Марион ему не нужна. Она садится в машину и уезжает. В следующую секунду в спину девушки бьёт яркий свет, она оборачивается и видит машину своей семьи, после чего повторяется сцена столкновения из начала фильма, но уже с Марион вместо другой машины.
Внезапно, Марион приходит в себя в больнице, где доктор успокаивает её тем, что с ней и ребёнком всё будет в порядке. Выясняется, что тогда, свернув на лесную дорогу, Фрэнк уснул, и врезался во встречную машину, в которой находилась молодая женщина с ребёнком. Все, кроме Марион, погибли. Человек, обнаруживший их и сообщивший об аварии, расспросил о состоянии Марион врача больницы, ухаживавшей за ней, Элен Маркотт, и предложил подвезти её на своём автомобиле, чёрном кадиллаке.
Бонус-сцена № 1: двое рабочих убирают с дороги мелкие обломки машин, и один из них находит обгоревшую записку Фрэнка «Что я сделаю, когда ЭТО закончится», в которой два пункта — купить Атари и стать крутейшим дедом на свете. Он показывает её напарнику, но тот выбрасывает её.
Бонус-сцена № 2: после титров показывают фото семьи Харрингтонов с прошлогоднего (предшествовавшего описанному в фильме) Рождества.

## В ролях
| Актёр             | Роль                 |
| ----------------- | -------------------- |
| Рэй Уайз          | Фрэнк Харрингтон     |
| Лин Шэй           | Лаура Харрингтон     |
| Мик Кэйн          | Ричард Харрингтон    |
| Александра Холден | Марион Харрингтон    |
| Билли Ашер        | Брэд Миллер          |
| Амбер Смит        | женщина в белом      |
| Карен С. Грегор   | доктор Хелен Маркотт |
| Шерон Мадден      | медсестра            |
| Стив Валентайн    | человек в чёрном     |
| Джимми Ф. Скэггс  | 1-й рабочий          |
| Клемент Блэйк     | 2-й рабочий          |

## Создание фильма
Работа над сценарием фильма в общей сложности заняла около 6 лет, а сам фильм первоначально задумывался как триллер с неожиданной финальной развязкой и почти без кровавых эффектов, однако впоследствии было решено сделать значительный упор на хоррор-составляющей. В качестве места съёмок был изначально выбран Париж, а фильм должен был выйти сразу на DVD и быть англоязычным. Уже в 2000 году планировалось, собственно, начать съёмки с возможным привлечением англоязычных актёров, проживающих во Франции. Но немногим позже сценарием фильма заинтересовался продюсер Джеймс Хат — друг режиссёров, и предложил выделить на производство фильма свои деньги. Хат связался со своими людьми в США и договорился с несколькими продюсерами по поводу съёмок фильма. В итоге действие и места съёмок картины были перенесены из Парижа в Лос-Анджелес.
В дальнейшем съёмки начались в августе 2001 года и проходили около 18 дней. При этом одной из основных проблем съёмочного процесса была невозможность найти подходящее, не загруженное движением автомобильное полотно в Лос-Анджелесе, ввиду чего режиссёры уже начали производить съёмки фильма в пустыне, попутно переделывая сценарий. Но впоследствии подходящее место для съёмок дороги было найдено — им стал один из муниципальных парков Лос-Анджелеса, в котором была расположена подходящая дорога, закрывавшаяся в ночное время (дорога была довольно коротка и не превышала 600 метров).

## Награды и номинации

### Номинации
- 2004 — Fantasporto — International Fantasy Film Award
- 2003 — Cinénygma - Luxembourg International Film Festival — Grand Prize of European Fantasy Film in Gold

### Награды
- 2004 — Peñíscola Comedy Film Festival — Best Actress (Lin Shaye)
- 2004 — Peñíscola Comedy Film Festival — Best First Work
- 2003 — Брюссельский кинофестиваль — Grand Prize of European Fantasy Film in Silver
- 2003 — Брюссельский кинофестиваль — Pegasus Audience Award
- 2003 — Doaui First Film Festival — Youth Jury Award
- 2003 — Fant-Asia Film Festival — Jury Prize
- 2003 — Кинофестиваль в Сан-Себастьяне — Audience Award